# Брадли (Оклахома)
Брадли (енгл. Bradley) град је у америчкој савезној држави Оклахома.

## Демографија
По попису из 2010. године број становника је 130, што је 52 (-28,6%) становника мање него 2000. године.
| Група             | 2000.       | 2010.       |
| Белци             | 162 (89,0%) | 104 (80,0%) |
| Афроамериканци    | 0 (0,0%)    | 1 (0,8%)    |
| Азијати           | 1 (0,5%)    | 0 (0,0%)    |
| Хиспаноамериканци | 2 (1,1%)    | 7 (5,4%)    |
| Укупно            | 182         | 130         |